# Volkmar Leute
Volkmar Leute (* 3. April 1938) ist ein deutscher Chemiker (Physikalische Chemie) und Hochschullehrer an der Universität Münster.
Leute wurde 1964 bei Georg Maria Schwab an der Ludwig-Maximilians-Universität München promoviert und habilitierte sich dort 1969 in Physikalischer Chemie (Doppelte Umsetzungen im festen Zustand). Er ist seit 1972 Professor für Physikalische Chemie in Münster und war dort 1973/74 Dekan des Fachbereichs Chemie und von 1998 bis 2002 Dekan des Fachbereichs Chemie und Pharmazie sowie von 1984 bis 1990 Prorektor für studentische Angelegenheiten. 2003 wurde er emeritiert.
Er befasst sich experimentell und theoretisch mit Transporteigenschaften (Diffusion) und Reaktionskinetik von Festkörpern, wobei er insbesondere Chalkogenid-Halbleiter und deren Mischphasen untersucht.